# 吉野川遊園地
吉野川遊園地（よしのがわゆうえんち）は、かつて徳島県吉野川市鴨島町西麻植に存在した遊園地。敷地面積は約50,000平方メートル。とくしま88景にも選定された。

## 歴史
吉野川遊園地の前身は江川遊園地で、戦前の江川遊園地はボート以外は乗り物はなかったが、江川湧水から水を取り込んだ池と木々や草花が作り出す美しい景観を楽しむものであった。娯楽の少なかった当時、江川遊園地は徳島県内でも有数の観光施設となった。
戦時中は物資不足から園内の木々は切り倒されるなど荒廃し、終戦後も食料難から農地に転用する計画も持ち上がった。しかし地元を中心に遊園地の再開をのぞむ声が上がり1948年（昭和23年）に遊園地は復活する。
1969年（昭和44年）に開催された四国博覧会を機に名称は吉野川遊園地に変更され、ジェットコースターや観覧車、ゴーカートといった遊具施設が作られた。
1997年（平成9年）3月14日、四国一（当時）の大観覧車が完成した。同年3月17日、新型ジェットコースターが完成した。
大規模の遊園地でも閉園するものが多くなっているここ最近において、吉野川遊園地もまた例外ではなく、2011年（平成23年）8月31日をもって閉園した。また、現在は跡地に吉野川医療センターが建っている。

## 主な施設
- ビッグドリーム（観覧車、四国最大級）
- 小観覧車
- ジェットコースター（全長600m）
- ゴーカート
- サイクルモノレール
- ウォーターラッシュ
- おとぎ列車
- メリーゴーランド
- チェーンタワー
- ちびっこ急流すべり
- フィッシュングパーク(釣り堀)
- 坂崎さんのおさかなランド

## アクセス
- 徳島自動車道土成インターチェンジから南へ15分
- JR四国徳島線鴨島駅から西へ徒歩20分
- JR四国徳島線西麻植駅から東へ徒歩10分